# سالزبری (میزوری)
سالزبری، میزوری (به انگلیسی: Salisbury, Missouri) یک شهر در ایالات متحده آمریکا است که در شهرستان چاریتون، میزوری واقع شده‌است.

## خصوصیات
سالزبری ۳٫۴۴ کیلومترمربع مساحت و ۱٬۶۱۸ نفر جمعیت دارد و ۲۲۴ متر بالاتر از سطح دریا واقع شده‌است.

## نگارخانه

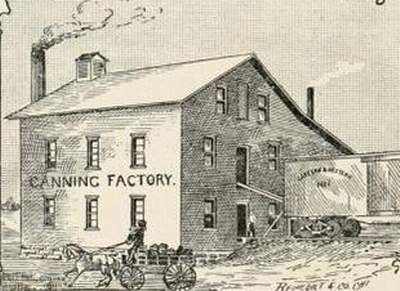
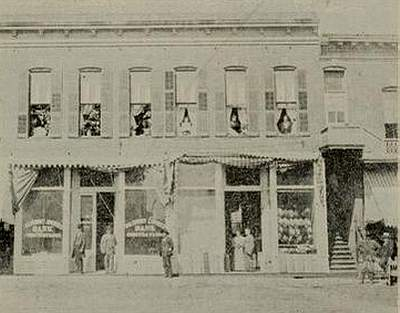
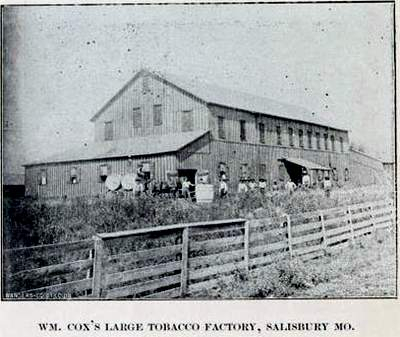